# 織田信成 (戦国武将)
織田 信成（おだ のぶなり）は、戦国時代から安土桃山時代にかけての武将。通称は市之助、東市佐。織田信光の子で、妻は織田信秀（信光の兄）の娘（小幡殿）であったため、織田信長とは従兄弟の間柄で、かつ義兄弟でもあった。
姓は、織田庶家に多い津田姓も用いたため、同名の津田信成や織田武蔵守信成（信行）と混同されることがあるが、それぞれ別人である。

## 略歴
守山城主だった織田信光の長男として誕生。
弘治元年（1555年）、那古屋城主として威を振るった父・信光が殺害された後は信長に従ったらしいが、この時の詳しい経緯は不明。
小幡城主となるが、同城はしばらく後に廃城となった。
元亀2年（1571年）の第一次長島攻めや、天正元年（1573年）7月の槙島攻め、同年8月の浅井・朝倉攻めに従軍。
天正2年（1574年）9月29日、第三次長島攻めに参加。戦いの終盤において、追い詰められた一揆側の捨て身の攻撃を受けて、他の一門衆と共に戦死した。

## 系譜
- 父：織田信光
- 母：不詳
- 妻：小幡殿 - 織田信秀七女
  - 長男：織田正信[7]
- 生母不明の子女
  - 女子：光徳院 - 木造長広室